# Kronberg im Taunus

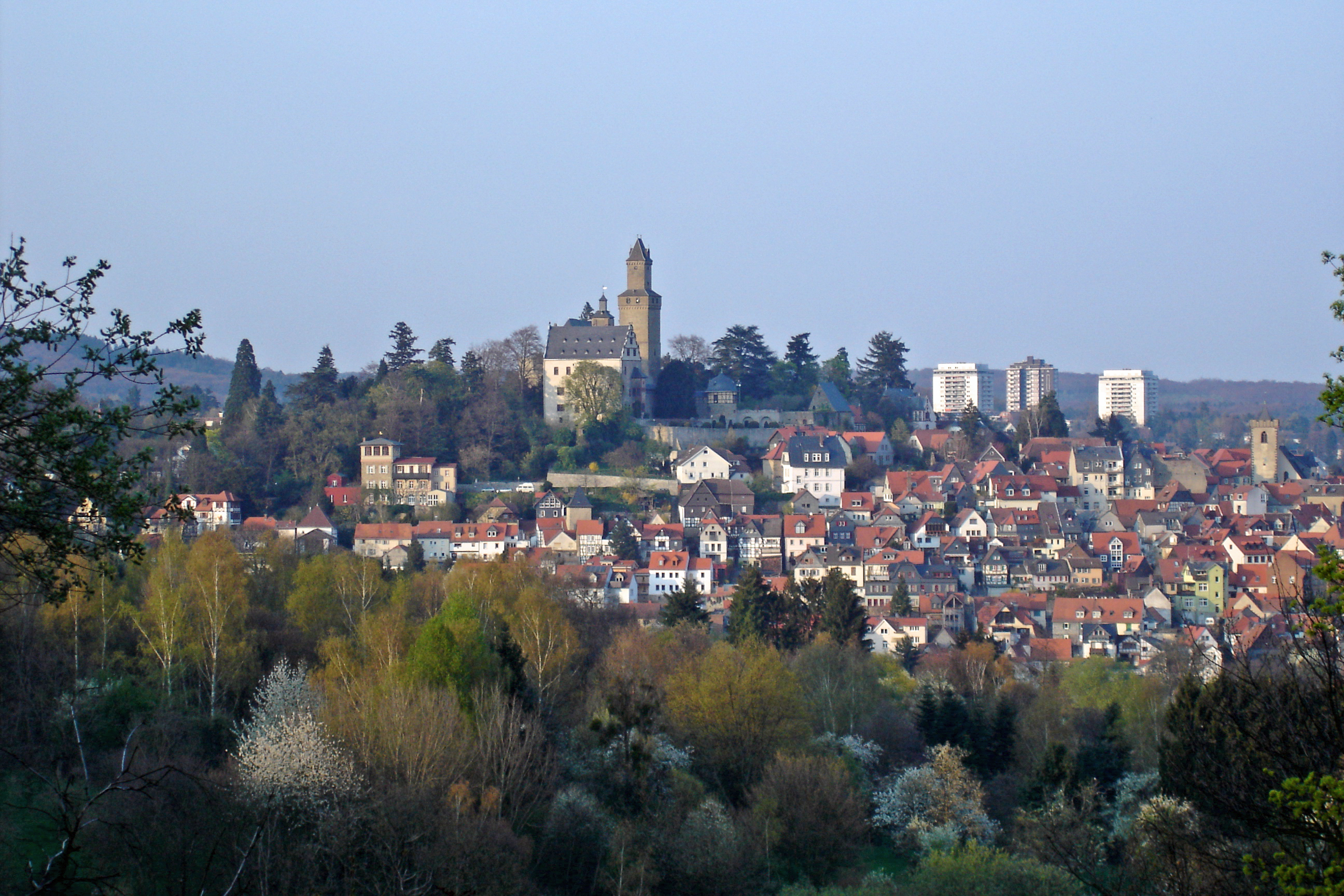
Kronberg

Kronberg im Taunus is een gemeente in de Duitse deelstaat Hessen, gelegen in de Hochtaunuskreis. De stad telt 18.242 inwoners.

## Geografie
Kronberg im Taunus heeft een oppervlakte van 18,62 km² en ligt in het centrum van Duitsland, iets ten westen van het geografisch middelpunt.